# Roberto Welin
Roberto Welin, är en svensk före detta boxare, född den 9 april 1966 i São Paulo i Brasilien. Under amatörkarriären representerade Welin Västeråsklubben Rapid, stockholmska Linnéa och malmöitiska Enighet.

## Biografi

### Bakgrund
Roberto Welin föddes i São Paulo i Brasilien. Han växte upp i Carazinho i södra delen av landet (provinsen Rio Grande do Sul), där hans svenskfödde far Gunnar Welin drev en större lantbruksrörelse. Som tonåring flyttade Roberto Welin till Sverige.

### 1980-talet
Welin gjorde SM-debut 1987 men föll mot Lars Myrberg redan i andra omgången. Landskampsdebuten skedde dock ett år tidigare, då Welin föll mot Jugoslaviens Djorde Petronievic på teknisk knockout hemma i Malmö (Jugoslavien vann landskampen med 8-3). Sitt första mästerskap vann Welin 1989 då han blev sydsvensk mästare. Samma år blev Welin även svensk mästare efter att ha knockat Säffleboxaren Conny Olausson i finalen den 27 februari i Stockholm. Welin gjorde EM-debut i maj och vann sin första match mot en polack men slogs sedan ut av Mujo Bajrovic från Jugoslavien. VM-debuten skedde i september i Moskva i Sovjetunionen. Väl på plats i det då oroliga Moskva slog Welin en boxare från Japan och en ghanan men förlorade sedan en jämn kvartsfinal mot amerikanen Raul Marquez.

### Europamästare
Året 1991 började bra då Welin upprepade SM-segern genom att slå ut en smålänning i finalen den 25 februari. Några egentliga medaljförväntningar fanns dock inte på Welin inför hemma-EM i Göteborg. Welin inledde i vilket fall mästerskapet lysande den 8 maj då han knockade en engelsman och utklassade (23-10) en turk dagen därpå. I semifinalen svarade Welins överman från Europamästerskapet två år tidigare, jugoslaven Bajrovic, för motståndet. Denna gång var dock Bajrovic chanslös och Welins segersiffror stannade vid 18-11. I finalen den 12 maj väntade den sovjetiske storfavoriten Vladimir Jeresjenko. Ingenting kunde dock hindra hemmaboxaren, Welin överöste Vladimir med slag och vann med klara domarsiffror (24-15). Europamästartiteln var Sveriges första på 40 år! Den senaste hade vunnits av Stig Sjölin 1951 i Milano.
Det var dock nära att EM-äventyret alls inte blev av. Förbundskapten Leif Carlsson bedömde Walle Haddad som jämbördig med Welin. En uttagningsmatch skulle därför hållas för att avgöra vem som skulle får representera Sverige i Göteborgsmästerskapet. Haddad klagade dock över att han hade ont i en hand och vägrade därför ställa upp i uttagningsmatchen. Carlsson tog då ut Welin till mästerskapet och med facit i hand kan knappast ens Haddad ifrågasätta den uttagningen.
Welin deklarerade snart efter EM-triumfen att han skulle lämna amatörboxningen för att istället söka lyckan som proffs. Sin sista amatörmatch gick han den 27 januari 1992 i landskampen mot Förenta staterna i Stockholm. Welin vann sin match på teknisk knockout men landskampen slutade oavgjort.

### Proffskarriär
Proffsdebuten gick av stapeln den 13 juni 1992 när Welin knockade amerikanen Darrell Walker i Miami. Welin vann ytterligare fyra matcher mot beskedligt motstånd i Förenta staterna innan det första nederlaget kom på teknisk knockout mot ugandiern Richard Okumu i London. Welin radade efter nederlaget upp åtta segrar 1993 och sex segrar 1994 innan han fick hissa vit flagg mot britten Chris Saunders den 17 december på Sardinien. Under 1995 gick Welin fem matcher (fyra segrar och en förlust); bland annat knockade han björneborgaren Joni Nyman i Helsingfors. Den 8 maj 1996 fick så Welin till slut sin titelmatch om WBU:s världsmästarbälte. Amerikanen Emmett Linton knockade svensken redan efter två minuter och 45 sekunder. Efter matchen meddelade Welin att han lade handskarna på hyllan.
Sammanlagt vann Roberto Welin 23 av sina 27 matcher som proffs.

### Privatliv
Welin utbildade sig till flygplanstekniker innan han påbörjade sig professionella karriär. Efter boxningskarriären tog han anställning inom just detta gebit i Förenta staterna. De senaste spåren som finns efter Welin säger att han bor med fru och barn i Florida där han driver en egen firma.
Welins son Kevin har följt i pappas fotspår och tränat boxning för GAK Enighet i Malmö.